# Société botanique du Centre-Ouest
La Société botanique du Centre-Ouest (SBCO) est une société savante fondée en 1888, sans but lucratif régie par la loi de 1901. Elle contribue à inventorier et faire connaitre le patrimoine naturel végétal, œuvrer à l'étude et la sauvegarde de la flore, ainsi qu'à former des botanistes amateurs ou éclairés.

## Présentation, activités
Cette société poursuit trois objectifs : 
1. concourir au progrès de la Botanique et des Sciences Naturelles, notamment par des sorties sur le terrain, Sessions et Minisessions, et par des publications [2]. Depuis plus d'un siècle la société promeut  « l’étude scientifique de la flore des Deux-Sèvres et l’initiation des jeunes et des profanes  à la botanique » ;
2. promouvoir la protection de la nature ;
3. établir et entretenir des relations entre les botanistes de terrain.

La vie de la société s'organise autour d'activités scientifiques et de découverte de terrain, avec d'autres Associations naturalistes (en France ou à l'étranger), de synthèses écrites, de sessions extraordinaires thématiques, etc.

## Histoire

### Les origines
C'est le botaniste B. Souché qui - fin 1888 - a créé la Société botanique du Centre-Ouest (SBCO) sous le nom de Société botanique des Deux-Sèvres, présidée par V. Dupain ; 
Son siège social était à Niort. Les membres fondateurs étaient cent, tous botanistes  « amateurs éclairés ». 
La toute première publication de la société est un opuscule publié en 1889, présentant l'association (Bureau, statuts), avant un premier Bulletin édité deux ans plus tard, en 1890 :

### L’évolution
En 1907, alors que la notoriété et le nombre d'adhérents de la société ont augmenté, dépassant largement l'échelle du département, la SBDS est renommée Société régionale de botanique ;
En 1931, 24 ans après, elle est renommée  « Société botanique du Centre-Ouest » 
En 1946, après une interruption due à la Seconde Guerre mondiale, la vie de la société reprend, sous la présidence de L. Rallet
En 2012, environ 900 sociétaires contribuent à la vie de la société, entièrement animée par des bénévoles.
Début 2020, elle enregistre 720 membres.

## Publications
La société a produit plus de 120 ouvrages (bulletins, numéros spéciaux, tirés à part des comptes rendus de sessions, divers) contenant essentiellement des données floristiques concernant la métropole française, accompagnés de bulletins sur la botanique générale, mais aussi la bryologie, la lichénologie, les apiacées ou des flores régionales.
Certains de ces ouvrages sont conséquents (5 tomes pour les Ombellifères de France et 6 pour les Légumineuses de France en préparation sous l'égide de Pierre Coulot et Philippe Rabaute, avec parallèlement une « cartographie des légumineuses de France » avec une maille départementale, pour les données anciennes et récentes (différentiées, provenant d'herbiers ou de la bibliographie), faite avec une dimension de sciences participatives avec le réseau Tela Botanica.

## Archives
Comme d'autres sociétés savantes, la SBCO a partagé son savoir via des échanges de Bulletins avec de nombreuses Associations naturalistes françaises et étrangères ; Elle en totalise aujourd'hui plus de cent, concernant différentes spécialités botaniques.
Un important fonds (ouvrages, herbiers, iconographie) a été déposé au Conservatoire botanique national sud-atlantique où il peut être consulté.